# Тринська ущелина

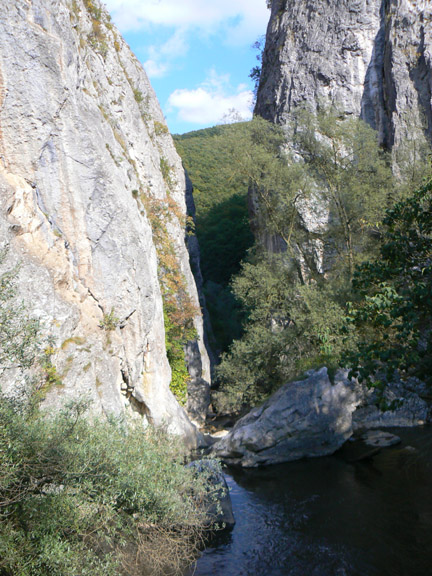
Тринська ущелина

42°51′41″ пн. ш. 22°39′0″ сх. д. / 42.86139° пн. ш. 22.65000° сх. д.
Тринська ущелина (болг. Трънското ждрело, болг. Ломнишко ждрело, болг. Ждрелото на река Ерма) — ущелиною річки Єрма в західній частині Болгарії, в східній частині гори Руй, в общині Трин, Перницька область, приблизно в 3,5 км на північ від міста Трин.

## Географія
Вся довжина ущелини становить близько 2,8 км, а її висота — близько 650 м. Починається на південний схід від села Ломниця на 677 м над рівнем моря та далі йде на північний схід. Наступні 300 м є найвужчою частиною (довжиною близько 100 м і шириною 5 м), на висоті становить близько 650 м на рівнем моря, потім ущелина трохи розширюється, а схили її стають відносно пологими. Закінчується на південному заході поблизу невеликого села Богойна на висоті 630 м над рівнем моря.
З геологічної точки зору, поверхня ущелини складається з твердого вапняку, утвореного близько 200 мільйонів років тому в морському басейні зі складною і різноманітною структурою. Їі основа дуже вузька, а річка утворює карстові жолоби і невеликі водоспади. До її середньої частини стіни вертикальні, а їх ширина не перевищує 10 — 15 м. Каньйони, що піднімаються над річкою, називаються «Церквою» і «Дорогоцінним камінням». Ущелина формувалася протягом тисячоліть процесом ерозії під впливом річки, яка трохи пройшла через скелю. Незважаючи на те, що вона розташована в прикордонному районі, в минулому цей захищений район був дуже відвідуваним туристичним об'єктом. Був притулок, ресторан, база відпочинку з парком і озером. У 1990-х роках все це потроху занепало, і сьогодні до неї сягає погано підтримувана асфальтова дорога. Інший шлях в ущелину — це тунель, що залишився з часів Другої світової війни. Він викопан німцями, але розвиток військових подій припив будівництва і він залишається незакінченим. На річці збереглися дерев'яні мости.

## Туризм
Місце надзвичайно мальовниче, легко доступне і близько до столиці. Від міста Трин до ущелини відстань 3 км. З південного кінця ущелини йде еко-стежка довжиною 13 км. Ще однією відправною точкою для еко-стежки є село Банкя, біля якого знаходиться Ябланицька ущелина. Шлях являє собою серію рівних ділянок, крутих підйомів і спусків, мостів і сходів. Не рекомендується відвідувати об'єкт у вологу або туманну погоду. Закриті та міцні черевики рекомендуються протягом усього маршруту, оскільки каміння слизьке навіть у суху погоду. Еко-стежка підходить для дітей, але не для наймолодших, оскільки має середню складність. Вздовж еко-шляху немає питної води.
На початку ущелини є невелика автостоянка і зона відпочинку з альтанками, столики з лавками, дитячі гойдалки і скелелазіння.
У 1961 році ущелина була оголошена природною пам'яткою площею 9 га. Ущелина річки Ерма знаходиться під номером 39 у списку 100 туристичних об'єктів Болгарії.
Пам'ятки поблизу: Музей кислого молока у Студен-Ізворі; каплиця у скелі в Трині, де жила св. Петка.

## Легенда
Тринська ущелина пов'язана з місцевою легендою про неможливу любов між двома закоханими — багатою дівою та бідним молодиком. Вони присягнули один одному та перетворилися на дві скелі по обидва боки річки Єрма, тому вони завжди близькі один до одного, але ніколи не будуть разом. А води річки утворені сльозами закоханих.